# Shorea alutacea
Shorea alutacea är en tvåhjärtbladig växtart som beskrevs av Peter Shaw Ashton. Shorea alutacea ingår i släktet Shorea och familjen Dipterocarpaceae. Inga underarter finns listade i Catalogue of Life.